# Gyeongju-Stadion

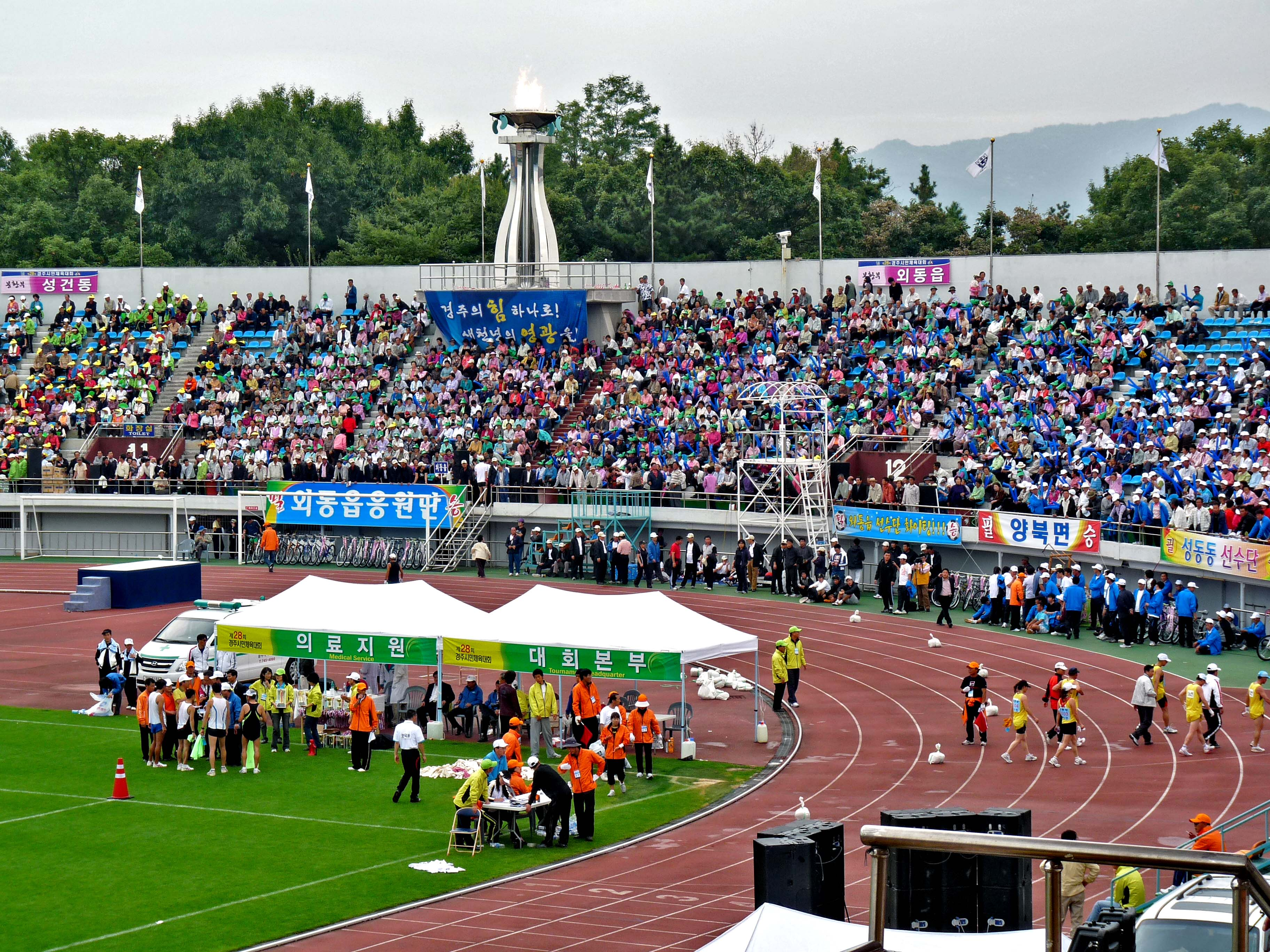
Das Stadion während des Gyeongju-Leichtathletik-Festivals 2008

Das Gyeongju-Stadion (koreanisch 경주시민운동장) ist ein Fußballstadion mit Leichtathletikanlage in der südkoreanischen Stadt Gyeongju der östlichen Provinz Gyeongsangbuk-do. Die 1979 eröffnete Anlage liegt im Hwangseong Park und bietet auf den Rängen 12.199 Plätze. Bis auf einen Teil der Haupttribüne ist das Stadion unüberdacht. 1992 wurde es renoviert. Die Sportstätte im Stadtviertel Hwangseong-dong wird von den Fußballclubs Gyeongju KHNP FC (Männer) und dem Gyeongju KHNP WFC (Frauen) genutzt. Gyeongju Citizen FC nutzte von 2008 bis zu seiner Auflösung Ende 2020 das Stadion ebenso als Heimspielstätte.
Jährlich dient das Gyeongju-Stadion als Zielort für den Gyeongju International Marathon.